# Gabriele C. Klug

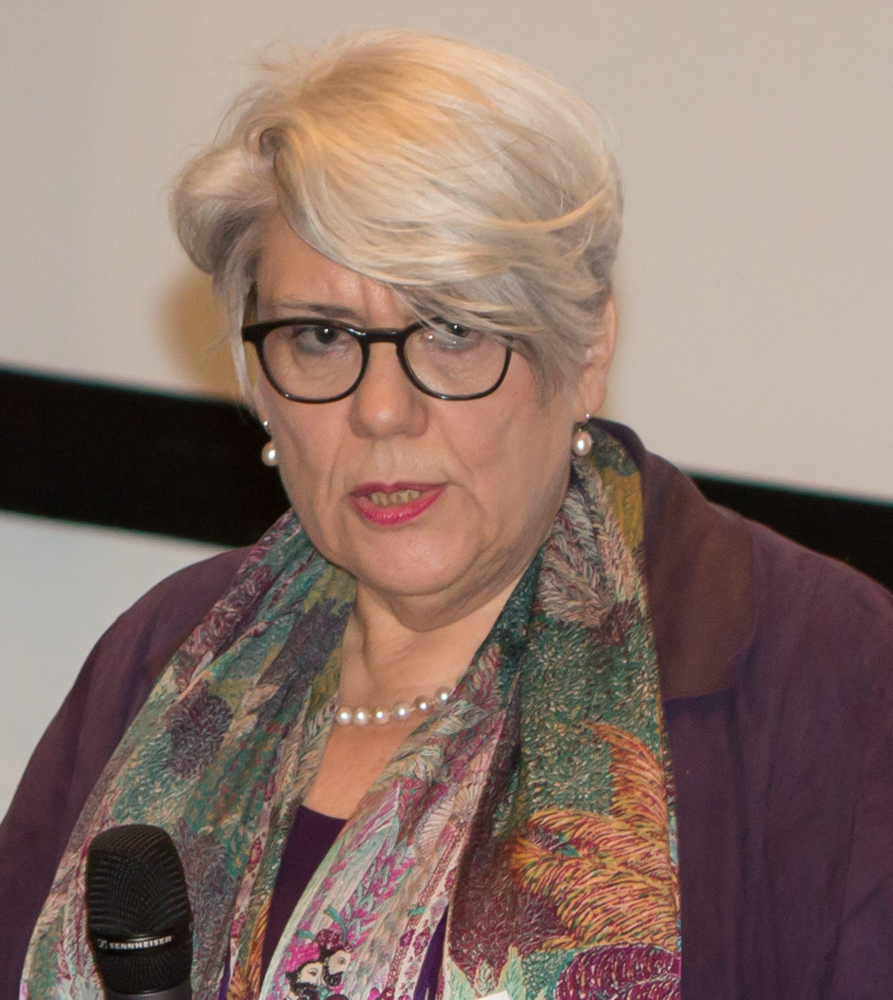
Gabriele C. Klug 2015

Gabriele C. Klug (* 11. Juni 1955 in Frankfurt am Main) ist eine deutsche Politikerin (Bündnis 90/Die Grünen) und Juristin. Sie war von 1994 bis 2000 Bürgermeisterin von Rüsselsheim, von 2005 bis 2010 Beigeordnete und Kämmerin von Wesel sowie von 2010 bis 2018 Stadtkämmerin von Köln.

## Leben
Klug studierte an der Goethe-Universität Frankfurt und war nach der zweiten Staatsprüfung als Anwältin im Arbeits- und Verfassungsrecht tätig. Sie arbeitete zwischen 1986 und 1994 in verschiedenen Führungspositionen der hessischen Landesregierung. In den Jahren von 1994 bis 2000 war Klug hauptamtliche Bürgermeisterin von Rüsselsheim. Ab 2000 war sie als Beraterin und von 2000 bis 2005 als Rechtsanwältin tätig. In der 16. Wahlperiode des Hessischen Landtags war sie stellvertretendes nichtrichterliches Mitglied des Staatsgerichtshofs des Landes Hessen. Von 2005 bis 2010 war sie Beigeordnete und Kämmerin der Stadt Wesel.
Am 7. Oktober 2010 wurde Gabriele C. Klug zur Stadtkämmerin und Beteiligungsdezernentin der Stadt Köln gewählt, der Amtsantritt erfolgte am 8. Dezember 2010 (vgl. Stadtverwaltung Köln). Sie leitete dort das Dezernat für Finanzen und Beteiligungen. Ihre Amtszeit endete am 7. Dezember 2018. In ihren Funktionen übte sie Aufsichtsrats- und Gesellschaftertätigkeit in den Bereichen Häfen und Logistik, Krankenhaus, Stadtwerke und Wohnungswirtschaft aus. Von September 2012 bis September 2017 war sie Mitglied des Aufsichtsrats der Portigon AG (Rechtsnachfolgerin der WestLB). Klug hat sich auf nachhaltige öffentliche Finanzen spezialisiert und gehört zu den Initiatoren des 1. Kölner Symposiums „Integrierte Infrastruktur- und Finanzplanung in Zeiten urbaner Transformation“ (2017) sowie des 2. Kölner Symposiums „Gleichwertige Lebensverhältnisse in Zeiten urbaner Transformation“ (2018). Gegenstand der Veranstaltungsreihe sind integrierte Wege zu materieller Nachhaltigkeit und Resilienz der Städte mit ihren Beteiligungen angesichts der Herausforderungen durch Klimawandel, Demografie und weiterer globaler Risiken mit lokaler Auswirkung. Im Vordergrund steht eine urbane Entwicklung mit dem Ziel tragfähiger Kommunalfinanzen – auf dem Weg zur „grünen Null“.
Sie war Wahlleiterin bei der Wahl zur Oberbürgermeisterin von Köln am 18. Oktober 2015, die davon überschattet war, dass die letztlich siegreiche Kandidatin Henriette Reker am Tag vor der Wahl bei einem Anschlag lebensgefährlich verletzt wurde.
Seit Dezember 2018 ist Klug Zweite Vorsitzende der Lobbyorganisation Grüner Wirtschaftsdialog e. V. (GWD). Von Beginn an war sie zudem als Geschäftsführerin des GWD tätig. Das Amt übergab sie am 1. April 2023 an Roland Schüren.
Am 8. September 2021 wurde Gabriele C. Klug von der Stadtverordnetenversammlung zum ehrenamtlichen Mitglied des Magistrats ihrer Heimatstadt Frankfurt am Main gewählt, den sie 2022 wegen ihres Umzugs wieder verließ.
Klug ist Rotarierin.
Ehrenamtlich engagiert sich Gabriele C. Klug bei Transparency International Deutschland e.V., dessen Vorstand sie bis Januar 2019 angehörte, zuletzt als stellvertretende Vorsitzende und ist Mitglied der de'ge'pol - Deutsche Gesellschaft für Politikberatung. Sie ist Mitglied des Deutschen Juristinnenbunds, beim Deutschen Juristentag, der European Women Lawyers’ Association sowie der German Industrial Relations Association (GIRA), der Deutschen Sektion der International Labour and Employment Relations Association (ILERA). Außerdem war sie von 2011 bis Frühjahr 2019 Vorstandsvorsitzende von GrünKom. Klug ist Mitglied der Jury für die Vergabe des „Wissenschaftspreis Bürokratie“. Seit Januar 2020 war sie zunächst assoziiertes Mitglied, seit 2022 ist sie Mitglied der Deutschen Gesellschaft Club of Rome sowie seit Mai 2020 Mitglied im Vorstand der Open Knowledge Foundation Deutschland als Kassenwartin.

## Schriften
- Telearbeit – Chancen oder Risiken für die Frauenerwerbsarbeit? Untersuchung für die Bevollmächtigte der hessischen Landesregierung für Frauenangelegenheiten. Ms. Frankfurt 1986 (mit Inga Discher); veröffentlicht als Gabriele C. Klug, Inga Discher, Benedetta Gräfin Rudt von Collenberg: Telearbeit – Chancen oder Risiken für die Frauenerwerbsarbeit in Hessen? Wiesbaden 1987
- Juristische Probleme und Gestaltungsmöglichkeiten der Telearbeit. In: Hedwig Rudolph/Helga Manthey/Christine Mayer/Helga Ostendorf/Ursula Rabe-Kleberg/Ingeborg Stahr (Hrsg.): Ungeschützte Arbeitsverhältnisse. Frauen zwischen Risiko und neuer Lebensqualität. VSA-Verlag, Hamburg 1987
- Vom Strippenziehen. Oekom Verlag GmbH 2009. ISBN 978-3-86581-185-1
- Die Quote in der Europäischen Union (mit Annette Matthias und Katharina Wolf) in: Bundesministerium für Familie, Senioren, Frauen und Jugend (Hrsg.): Aktionärinnen fordern Gleichberechtigung - Erhöhung des Frauenanteils in Führungspositionen; Berlin, 2010.[16]
- Erfahrungen der Stadt Köln mit dem Instrument des Bürgerhaushaltes; in: Jörg Sommer (Hrsg.): Kursbuch Bürgerbeteiligung#1, Berlin Institut für Partizipation, Berlin 2015; ISBN 978-3-942466-14-1
- Zum Stand der Korruptionsbekämpfung in der Verwaltung – Anmerkungen aus Sicht von Transparency International; in: Professor Dr. Dr. Jürgen Louis, Dr. Peter Glinder, Professor Dr. Martin Paul Waßmer (Hrsg.): Korruptionsprävention in der öffentlichen Verwaltung - Handbuch für die kommunale Praxis; Richard Boorberg Verlag, 2020, 1. Auflage - ISBN 978-3-415-06676-2
- Resiliente Haushaltspolitik: Mit mehr Vorsorge das Dasein sichern; in: Alternative Kommunalpolitik (AKP), 5/2021[17]